# رماد الحروب
رماد الحروب مسلسل أنمي ياباني من إنتاج إستديو جونزو عرض لأول مره في 4 أكتوبر 2001 واستمر عرضه حتى 3 نوفمبر 2001 ويتكون من 4 حلقات فقط تمت دبلجة المسلسل للغة العربية بواسطة مركز الزهرة وعرض على قناة سبيس باور .

## القصة
عن فايروس ينتشر بين سكان الكرة الأرضية يسمى بفايروس M34 ...يقوم الفايروس بتحويل المصابين من البشر إلى مجموعة من الزومبي المتحجر .ونتيجة لانتشار هذا الفايروس...قامت الأمم المتحدة بإنشاء منظمة بمسمى Cure وهدفها هو السيطرة على هذا الفايروس ومنع إنتشار الخبر إلى العامة .تستخدم المنظمة جنود (Nanomachine soldiers)...كسلاح فتاك ضد هذا المرض ....وجنود النانو ماشين هم مجموعة من الاشخاص ذوي القدرات الخاصة ....والتي تحتوي أجسادهم على النانو ماشين والتي عند احساسهم بالخطر الاستعداد للمعركة ...فانها تقوم بتكوين درع خاص وغطاء على الجسم البشري وهي درع كافي ضد االسموم والإشعاعات والأسلحة البكتيرية....ولكن عندما يتمكن الفايروس من تطوير خصائصة بحيث يتمكن من التغلب على النانو ماشين !!!! فماذا ستكون ردة فعل المنظمة ؟!!! وهل سيكون هناك سلاح جديد سري للقضاء على هذا الفايروس ؟!!!
في وسط هذه الفوضى والدمار....سيلتقى توميا يوجي...وهو من جنود النانو ماشين ....بالفتاة ...آي...فتاة وحيدة تعيش في مقر المنظمة .

## الممثلون
- عادل أبو حسون
- آمنة عمر - تاو
- قاسم ملحو
- محمد خير أبو حسون
- محمد مصطفى
- أميرة حذيفي
و
- مروان فرحات
- أماني الحكيم
- محمد خرماشو

## روابط خارجية
- رماد الحروب على موقع IMDb (الإنجليزية)
- رماد الحروب على موقع كينوبويسك (الروسية)
- رماد الحروب على موقع قاعدة بيانات الفيلم (الإنجليزية)
- رماد الحروب على موقع ANN anime (الإنجليزية)